# Milutin Trnavac
Milutin Trnavac (Kraljevo, 1979. május 13. –) szerb labdarúgó.
Szülővárosa csapatában, a Sloga Kraljevóban kezdte a labdarúgást, majd 2004-ben a másodosztályú Mladost Apatinhoz szerződött, amellyel 2006-ban feljutott az első osztályba. Következő csapata a Banat Zrenjanin volt, ahol a 2007–2008-as szezonban 30 mérkőzésen egy gólt lőtt. Miután itt lejárt a szerződése 2008. július 16-án hároméves szerződést kötött a ZTE csapatával. Fél év után közös megegyezéssel szerződést bontott a klubbal. Ezután visszatért Szerbiába, nevelőegyesületéhez.